# Liste der Biografien/Ruc
Liste der Biografien |
Portal Biografien |
Personensuche
# |
A |
B |
C |
D |
E |
F |
G |
H |
I |
J |
K |
L |
M |
N |
O |
P |
Q |
R |
S |
T |
U |
V |
W |
X |
Y |
Z |
?
 
Ra |
Rb |
Rd |
Re |
Rh |
Ri |
Rj |
Rk |
Rl |
Rm |
Rn |
Ro |
Rr |
Rs |
Rt |
Ru |
Rv |
Rw |
Rx |
Ry |
Rz
 
Rua |
Rub |
Ruc |
Rud |
Rue |
Ruf |
Rug |
Ruh |
Rui |
Ruj |
Ruk |
Rul |
Rum |
Run |
Ruo |
Rup |
Rur |
Rus |
Rut |
Ruu |
Ruv |
Ruw |
Rux |
Ruy |
Ruz
Die Liste der Biografien führt alle Personen auf, die in der deutschsprachigen Wikipedia einen Artikel haben. Dieses ist eine Teilliste mit 254 Einträgen von Personen, deren Namen mit den Buchstaben „Ruc“ beginnt.

## Ruc

### Ruca
- Rucastle, Noel Andrew (* 1968), südafrikanischer Geistlicher und römisch-katholischer Bischof von Oudtshoorn

### Rucc
- Rucchin, Larry (1967–2002), italo-kanadischer Eishockeyspieler
- Rucchin, Steve (* 1971), kanadischer Eishockeyspieler
- Ruccolo, Richard (* 1972), US-amerikanischer Schauspieler

### Ruce
- Rucellai, Bernardo (1448–1514), italienischer Gelehrter
- Rucellai, Giovanni (1475–1525), italienischer Dichter

### Ruch
- Ruch, Andreas (* 1975), deutscher Illustrator, Grafikdesigner und Autor
- Ruch, Charles Joseph Eugène (1873–1945), französischer katholischer Bischof
- Ruch, Ernst (1919–2015), deutscher theoretischer Chemiker und Physiker
- Ruch, Frank (* 1961), deutscher Politiker, Oberbürgermeister der Stadt Quedlinburg
- Ruch, Fritz (1920–2006), Schweizer Botaniker und Hochschullehrer
- Ruch, Gerd (* 1953), deutscher Rennfahrer
- Ruch, Günter (1956–2010), deutscher Schriftsteller, Journalist und Verfasser zeitgenössischer, fantastischer und historischer Romane
- Ruch, Hans (1898–1947), deutscher Fußballspieler
- Ruch, Johannes (* 1950), deutscher Radrennfahrer
- Ruch, Jonas (* 1998), Schweizer Unihockeyspieler
- Ruch, Jürgen (* 1959), deutscher Automobilrennfahrer
- Ruch, Karl-Heinz (* 1954), deutscher Verlagsmanager
- Ruch, Luca (* 1989), Schweizer Model, Mister Schweiz des Jahres 2011
- Ruch, Martin (* 1962), deutscher Politiker (CDU), MdL
- Ruch, Philipp (* 1981), deutsch-schweizerischer Theaterregisseur und AktionskünstlerPhilipp Ruch (* 1981)

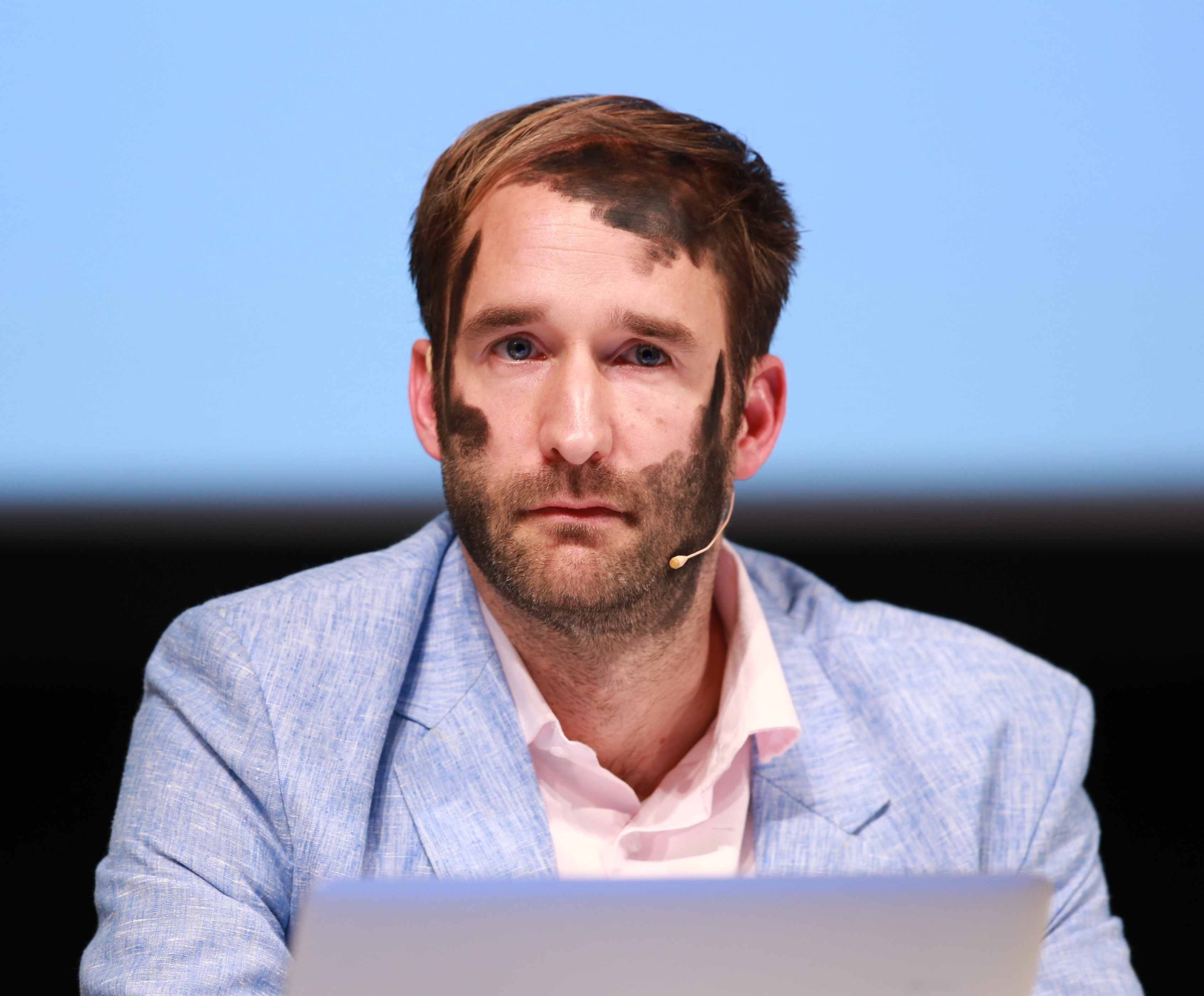
Philipp Ruch (* 1981)

- Ruch, Rahel (* 1986), Schweizer Politikerin (Grüne)
- Ruch, Thomas (* 1963), Schweizer Maler und Zeichner
- Ruch, Willibald (* 1956), Psychologe und Professor für Persönlichkeitspsychologie und Diagnostik an der Universität Zürich
- Ruchała, Małgorzata (* 1961), polnische Skilangläuferin
- Ruchamer, Jobst, Nürnberger Arzt und Humanist
- Rüchardt, Christoph (1929–2018), deutscher Chemiker und Hochschullehrer
- Rüchardt, Eduard (1888–1962), deutscher Physiker
- Ruchat, Abraham (1680–1750), Schweizer Historiker und Theologe
- Ruchat, Adolphe-Henri (1906–2002), Schweizer Sozialarbeiter und Flüchtlingshelfer
- Ruchat, Anna (* 1959), Schweizer Schriftstellerin und Übersetzerin
- Ruchat-Roncati, Flora (1937–2012), Schweizer Architektin
- Ruchatz, Jens (* 1969), deutscher Medienwissenschaftler
- Ruchay, Fritz (1909–2000), deutscher Fußballspieler
- Rüchel, Ernst von (1754–1823), preußischer General der InfanterieErnst von Rüchel (1754–1823)

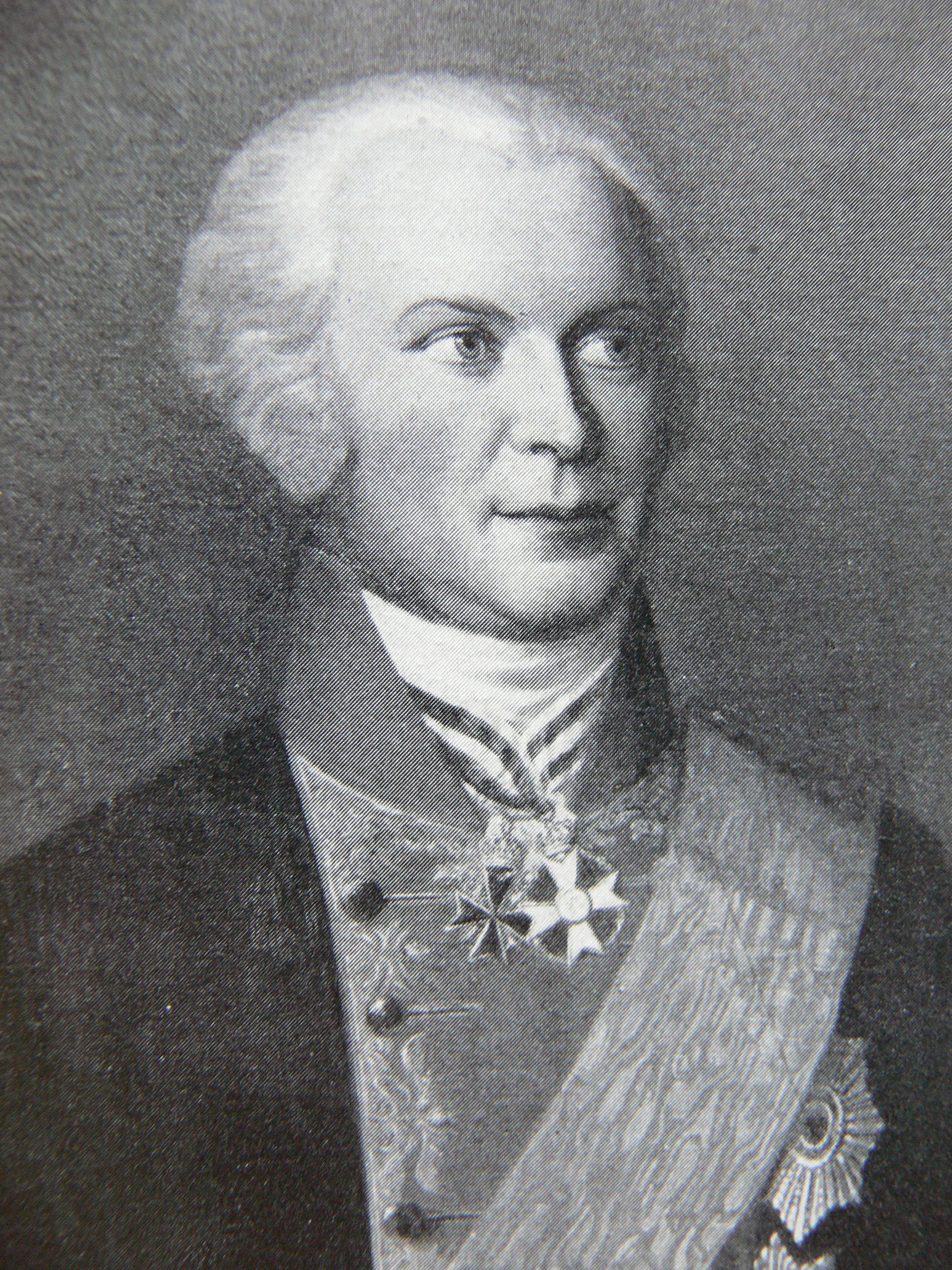
Ernst von Rüchel (1754–1823)

- Rüchel, Peter (1937–2019), deutscher Fernsehjournalist und Begründer des Rockpalast
- Rüchel, Reinhard (1944–2013), deutscher Hochschullehrer und Forscher in den Bereichen molekulare Mikrobiologie und Mykologie
- Rüchel, Valentin Friedrich von (1723–1784), preußischer Oberst, Chef des Garnisonsregiments Nr. 4
- Ruchel, Werner (1939–2008), deutscher Fußballspieler
- Rüchel-Kleist, Jakob Friedrich von (1778–1848), preußischer General der Infanterie
- Rucher, Pino (1924–1996), italienischer Jazzgitarrist und Arrangeur
- Ruchet, Berthe (1855–1932), Kunsthandwerkerin
- Ruchet, Marc (1853–1912), Schweizer Politiker
- Ruchhöft, Fred (* 1971), deutscher Archäologe
- Ruchholz, Kurt (1925–2008), deutscher Geologe und Hochschulprofessor
- Ruchimowitsch, Moissei Lwowitsch (1889–1938), russischer Revolutionär
- Ruchlis, Efim Naumowitsch (1925–2006), ukrainischer Autor von Schachkompositionen
- Ruchmann, Marc (* 1981), französischer FilmschauspielerMarc Ruchmann (* 1981)

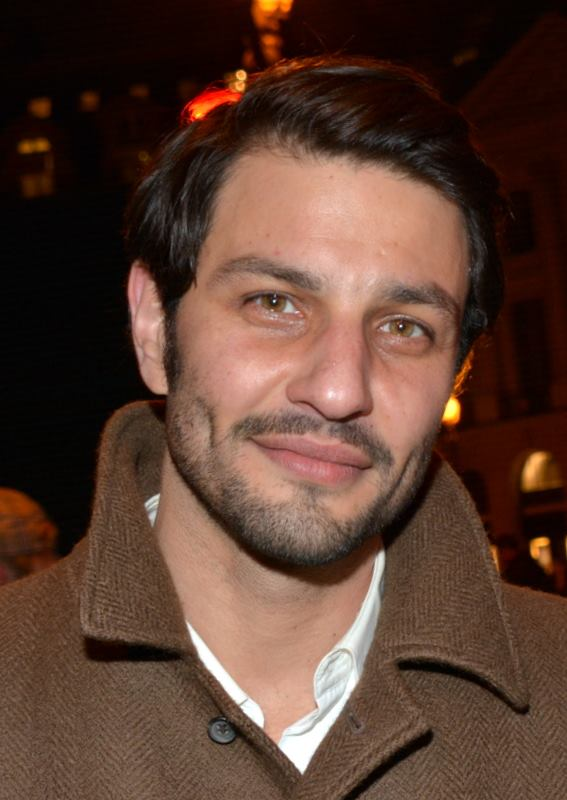
Marc Ruchmann (* 1981)

- Ruchniewicz, Krzysztof (* 1967), polnischer Historiker
- Ruchniewicz, Małgorzata (* 1970), polnische Historikerin
- Ruchon, François (1897–1953), Schweizer Romanist und Historiker
- Ruchonnet, Louis (1834–1893), Schweizer Politiker
- Ruchot, Charles (* 1871), französischer Bildhauer
- Rucht, Dieter (* 1946), deutscher Soziologe und Bewegungsforscher
- Ruchti, Beat (* 1960), Schweizer Eishockeytorhüter
- Ruchti, Bernhard (* 1974), Schweizer Pianist, Organist, Komponist und Musikforscher
- Ruchti, Hans (1903–1988), deutscher Betriebswirt

### Ruci
- Ruçi, Gramoz (* 1951), albanischer Politiker (PS)
- Ruciak, Michał (* 1983), polnischer Volleyballspieler
- Ruciński, Andrzej (* 1958), polnischer Politiker, Mitglied des Sejm
- Ruciński, Artur (* 1976), polnischer Opernsänger der Stimmlage Bariton
- Rucinski, Mike (* 1963), US-amerikanischer Eishockeyspieler
- Rucinski, Mike (* 1975), US-amerikanischer Eishockeyspieler
- Ručínský, Martin (* 1971), tschechischer Eishockeyspieler

### Ruck
- Ruck P (* 1987), Schweizer Komponist, DJ & Musikproduzent
- Ruck, Alan (* 1956), US-amerikanischer SchauspielerAlan Ruck (* 1956)

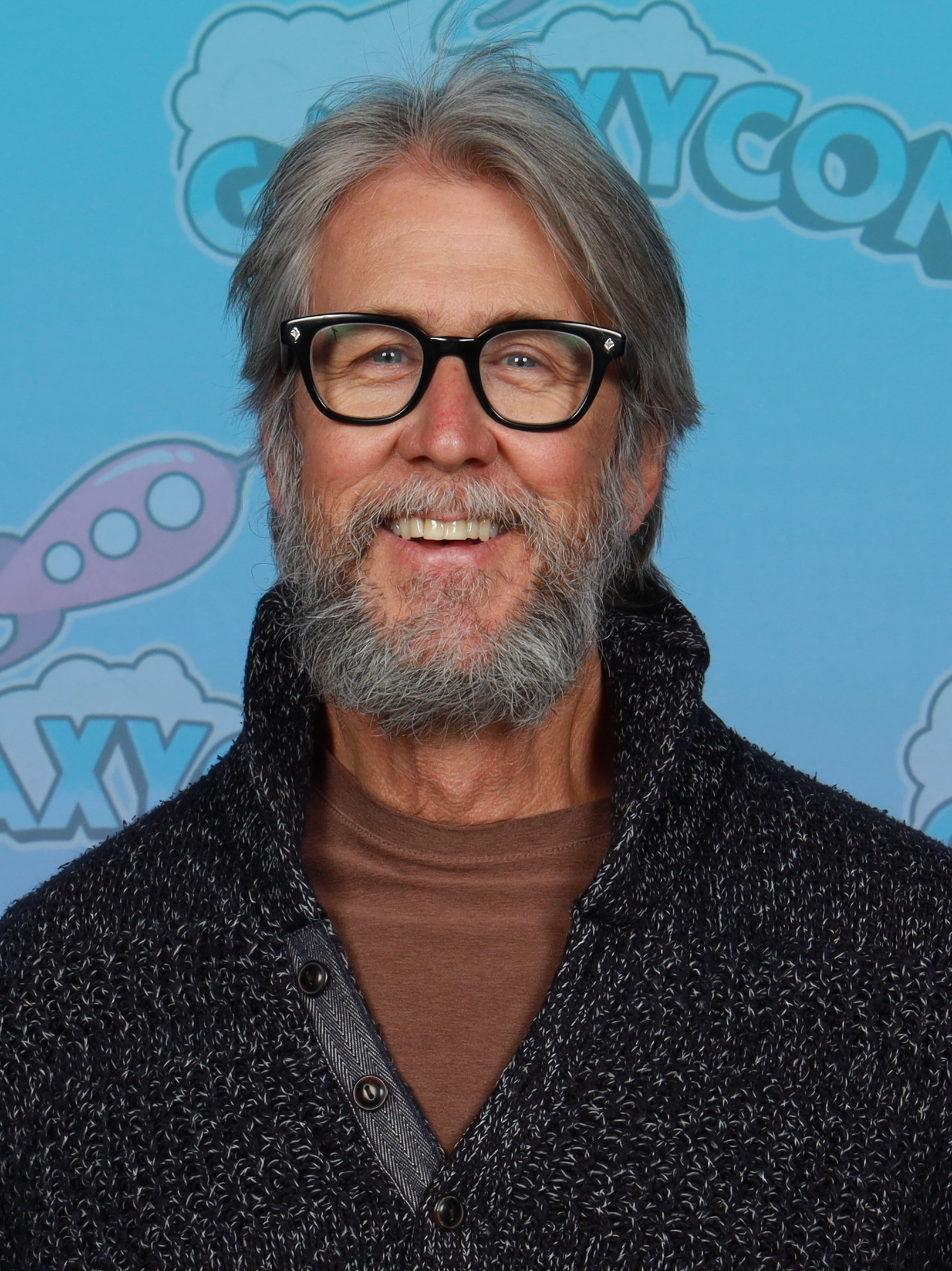
Alan Ruck (* 1956)

- Rück, Bea-Marie (* 1982), deutsche Schauspielerin, Moderatorin und Regisseurin
- Ruck, Berta (1878–1978), britische Schriftstellerin
- Ruck, Carl (1912–1980), deutscher Hockeyspieler
- Ruck, Christian (1881–1962), Nürnberger Architekt
- Ruck, Christian (* 1954), deutscher Politiker (CSU), MdB
- Ruck, Florian (* 1992), deutscher Fußballspieler
- Rück, Fritz (1895–1959), sozialistischer Politiker und Gewerkschafter
- Rück, Gerd (* 1938), deutscher Karnevalist und ehemaliger Büttenredner
- Ruck, Ina (* 1962), deutsche Journalistin und Fernsehkorrespondentin
- Ruck, Michael (* 1954), deutscher Politikwissenschaftler und Zeithistoriker
- Ruck, Michael (* 1963), deutscher Chemiker
- Rück, Peter (1934–2004), Schweizer Historiker
- Ruck, Róbert (* 1977), ungarischer Schachmeister
- Rück, Rosa (1897–1969), österreichische Politikerin (SPÖ), Abgeordnete zum Nationalrat, Mitglied des Bundesrates
- Ruck, Taylor (* 2000), kanadische Schwimmerin
- Rück, Ulrich (1882–1962), deutscher Musikinstrumentensammler, Chemiker, Klavierhändler und Instrumentensammler
- Rück, Wilhelm (1849–1912), deutscher Organist, Musikpädagoge, Musikinstrumentensammler und Klavierhändler
- Ruck, Wolfgang, deutscher Chemiker und Hochschullehrer
- Ruck-Pauquèt, Gina (1931–2018), deutsche Schriftstellerin
- Ruck-Schröder, Adelheid (* 1966), deutsche evangelisch-lutherische Theologin
- Rucka Rucka Ali (* 1987), US-amerikanischer Rapper und Comedian
- Rucka, Greg (* 1969), US-amerikanischer Autor von Romanen und ComicsGreg Rucka (* 1969)

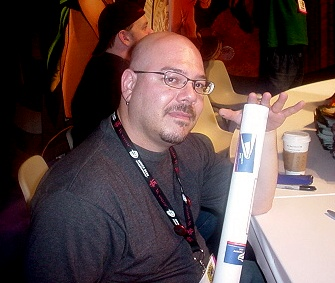
Greg Rucka (* 1969)

- Ruckaberle, Astrid (* 1979), deutsche Radsportlerin
- Rückauer, Sabine (* 1977), deutsche Eishockeyspielerin
- Rückauf, Anton (1855–1903), österreichischer Komponist, Pianist und Musikpädagoge
- Ruckauf, Carlos (* 1944), argentinischer Politiker
- Rückborn, Hans-Jürgen (* 1940), deutscher Dreispringer
- Rückbrodt, Martin (* 1986), deutscher Ruderer
- Rückbrodt, Ole (* 1983), deutscher Ruderer
- Ruckburee, Chanatip (* 1990), thailändischer Leichtathlet
- Ruckdäschel, Hanns (1886–1938), deutscher Politiker (NSFP), MdR
- Ruckdeschel, Ludwig (1907–1986), deutscher Politiker (NSDAP) und SS-Brigadeführer, MdRLudwig Ruckdeschel (1907–1986)

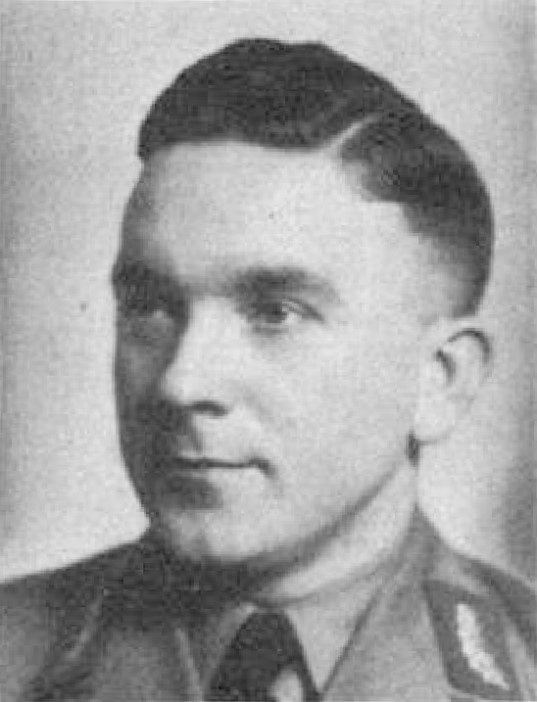
Ludwig Ruckdeschel (1907–1986)

- Ruckdeschel, Ludwig (* 1968), deutscher Organist
- Ruckdeschel, Paul (1864–1942), deutscher Verwaltungsbeamter und Politiker, MdL
- Ruckdeschel, Walter (* 1937), deutscher Archäologe, Umweltwissenschaftler und Entomologe
- Ruckdeschel, Willi (1900–1974), deutscher Politiker (NSDAP), MdR und SA-Funktionär
- Ruckebier, Valentin (* 1997), deutscher Komponist und Musiker
- Rückeis, Georg (1888–1975), deutscher Politiker (SPD), Mitglied der Stadtverordnetenversammlung von Groß-Berlin
- Rückel, Anton (1919–1990), deutscher Bildhauer
- Ruckelshaus, William (1932–2019), US-amerikanischer Jurist, Politiker und Manager
- Ruckenbauer, Peter (1939–2019), österreichischer Agrarwissenschaftler auf dem Gebiet der Pflanzenzüchtung
- Ruckenbrod, Pia Elisabeth (1914–2013), deutsche Handballspielerin
- Ruckendorfer, Harald (* 1982), österreichischer Fußballspieler und -trainer
- Ruckenstein, Andrei (* 1955), US-amerikanischer Physiker
- Ruckenstein, Eli (1925–2020), US-amerikanischer Chemieingenieur
- Ruckensteiner, Ernst (1899–1970), österreichischer Röntgenologe
- Rücker von Jenisch, Martin (1861–1924), deutscher Diplomat
- Rucker von Lauterburg († 1466), Rektor der Universität Leipzig, Domherr in Speyer, Generalvikar des Bistums Speyer
- Rücker, Adolf (1880–1948), deutscher Theologe und Orientalist
- Rücker, Alfred (1825–1869), deutscher Jurist, Diplomat und Senator
- Rücker, Alfred (* 1945), deutscher Schauspieler und Radiomoderator
- Rücker, Anja (* 1972), deutsche Leichtathletin
- Rucker, Arthur William (1848–1915), britischer Physiker
- Rucker, Atterson W. (1847–1924), US-amerikanischer Politiker
- Rucker, August (1900–1978), deutscher Architekt, Hochschullehrer und Politiker (parteilos)
- Rucker, Aureliano, uruguayischer Politiker
- Rücker, Christiane (* 1944), deutsche SchauspielerinChristiane Rücker (* 1944)

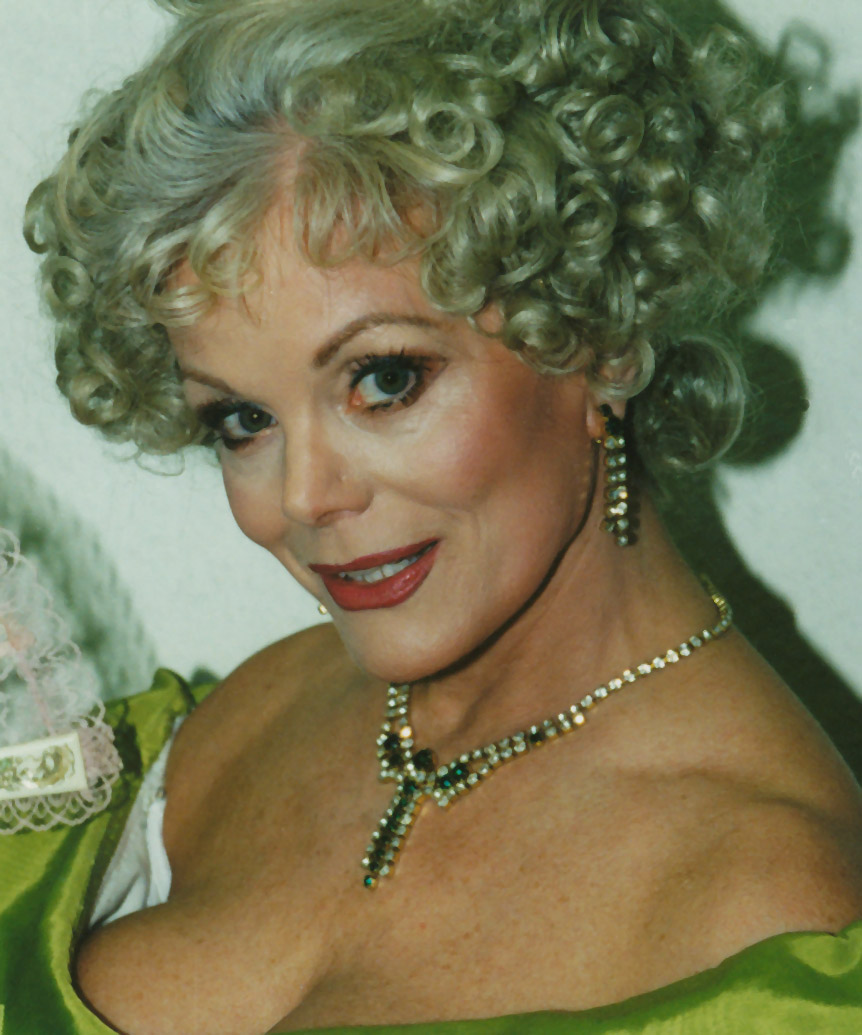
Christiane Rücker (* 1944)

- Rücker, Claus (1883–1974), deutscher Fregattenkapitän der Kriegsmarine und U-Boot-Kommandant im Ersten Weltkrieg
- Rücker, Conrad (1823–1875), deutscher Kaufmann
- Rucker, Conrado, uruguayischer Politiker
- Rucker, Conrado F., uruguayischer Politiker
- Rucker, Darius (* 1966), US-amerikanischer Rock-, R&B- und CountrysängerDarius Rucker (* 1966)

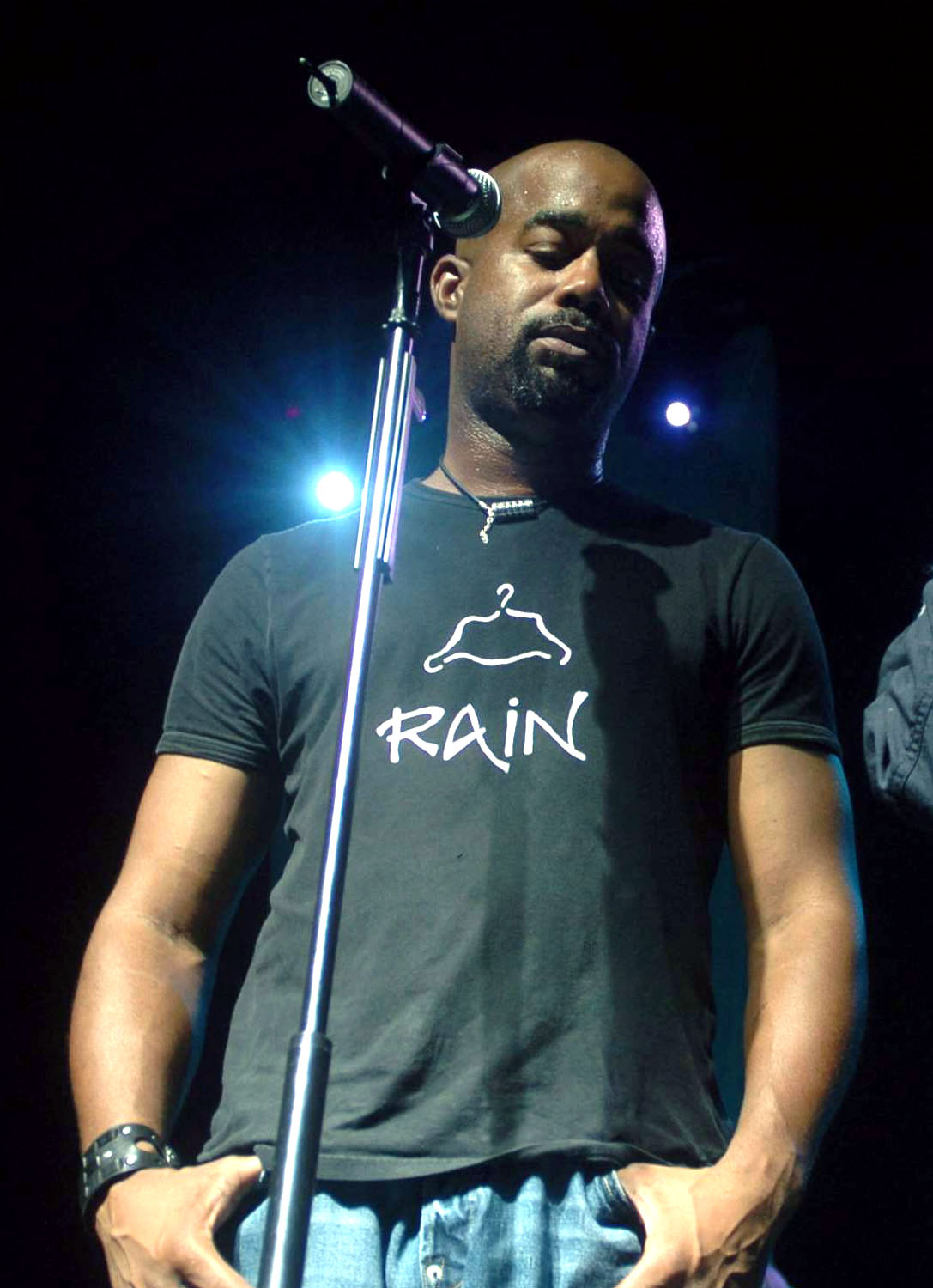
Darius Rucker (* 1966)

- Rücker, David (1776–1852), Politiker Freie Stadt Frankfurt
- Rücker, Doris (1909–1986), deutsche Bildhauerin
- Rucker, Fabian (* 1985), österreichischer Jazzmusiker (Saxophone, Komposition)
- Rucker, Florentina (* 2001), österreichische Schülerin und Schauspielerin
- Rücker, Friedrich Carl August (1773–1837), deutscher Buchhändler und Verleger
- Rücker, Fritz (1892–1974), deutscher Politiker (SED, SPD, NSADAP), Minister in Brandenburg
- Rücker, Günther (1924–2008), deutscher Erzähler und Dramatiker
- Rucker, Hanna (1923–1982), deutsche Schauspielerin
- Rucker, Hans (1931–2011), deutscher Bildhauer
- Rucker, Helena († 1597), Hofapothekerin
- Rucker, Helmut O. (* 1948), österreichischer Physiker
- Rücker, Igor (* 1971), deutscher Basketballspieler
- Rücker, Joachim (* 1951), deutscher Politiker (SPD) und Diplomat
- Rücker, Jochen (* 1944), deutscher Fußballspieler
- Rücker, Johann Conrad (1691–1778), deutscher Rechtswissenschaftler
- Rücker, Johann Gerhard Christian (1722–1780), deutscher Rechtswissenschaftler
- Rücker, Johannes K. (1949–2021), deutscher Erwachsenenbildner
- Rucker, Joseph T. (1887–1957), US-amerikanischer Kameramann
- Rucker, Laux, deutscher Glockengießer und Büchsenmacher in Hessen
- Rücker, Lisa (* 1965), österreichische Politikerin (Die Grünen)
- Rücker, Ludwig von (1865–1949), deutscher Verwaltungsjurist in Bayern
- Rücker, Margarethe († 1611), Wegen Hexerei hingerichtete Frau
- Rücker, Martin (* 1980), deutscher Journalist und Verbraucherrechtsaktivist
- Rücker, Norbert (1936–2016), deutscher Jurist und Kommunalpolitiker
- Rucker, Rudy (* 1946), US-amerikanischer Schriftsteller und InformatikerRudy Rucker (* 1946)

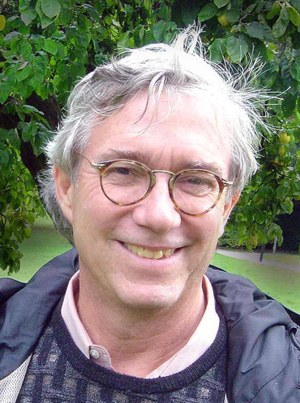
Rudy Rucker (* 1946)

- Rücker, Stanislaus (1649–1734), preußischer Akzisedirektor und Stadtrat
- Rucker, Stefan (* 1980), österreichischer Radrennfahrer
- Rucker, Tinsley W. (1848–1926), US-amerikanischer Politiker
- Rucker, Ursula, US-amerikanische Musikerin und Songtexterin
- Rücker, Veronika (* 1970), deutsche Sportfunktionärin, Vorstandsvorsitzende des Deutschen Olympischen Sportbundes
- Rücker, Walter (1905–1981), deutscher Politiker (CDU), MdV, thüringischer Minister für Handel und Versorgung
- Rucker, William W. (1855–1936), US-amerikanischer Politiker
- Ruckerbauer, Johann Philipp (1663–1740), österreichischer Barockmaler
- Rückerl, Adalbert (1925–1986), deutscher Staatsanwalt
- Rückerl, Thomas (* 1964), deutscher Psychologe, Unternehmensberater, Management-Coach und Buchautor
- Rückerschöld, Anna Maria (1725–1805), schwedische Autorin
- Ruckert, Alois Josef (1846–1916), deutscher Lehrer und Schriftsteller
- Rückert, Axel (* 1946), deutscher Manager
- Rückert, Bernd (1953–2019), deutscher Maler und Grafiker
- Rückert, Birgit (* 1961), deutsche Archäologin, Kulturmanagerin und Schriftstellerin
- Rückert, Carl (1883–1973), deutscher Justizbeamter und Politiker
- Rückert, Corinna (* 1965), deutsche Kulturwissenschaftlerin und Autorin
- Rückert, Daniel (* 1969), deutscher Informatiker
- Rückert, Eduard (1822–1880), deutscher Jurist und Politiker (DFP), MdR
- Rückert, Elfriede (1918–2016), deutsche Schauspielerin
- Rückert, Ernst (1886–1945), deutscher Schauspieler
- Rückert, Ernst Ferdinand (1795–1843), Arzt, medizinischer Schriftsteller und Übersetzer
- Ruckert, Felix (* 1959), deutscher Tänzer, Choreograf, Konzeptor und Autor
- Rückert, Frank (* 1961), deutscher Diplomat
- Rückert, Friedrich (1788–1866), deutscher Dichter, Sprachgelehrter und Übersetzer sowie einer der Begründer der deutschen OrientalistikFriedrich Rückert (1788–1866)

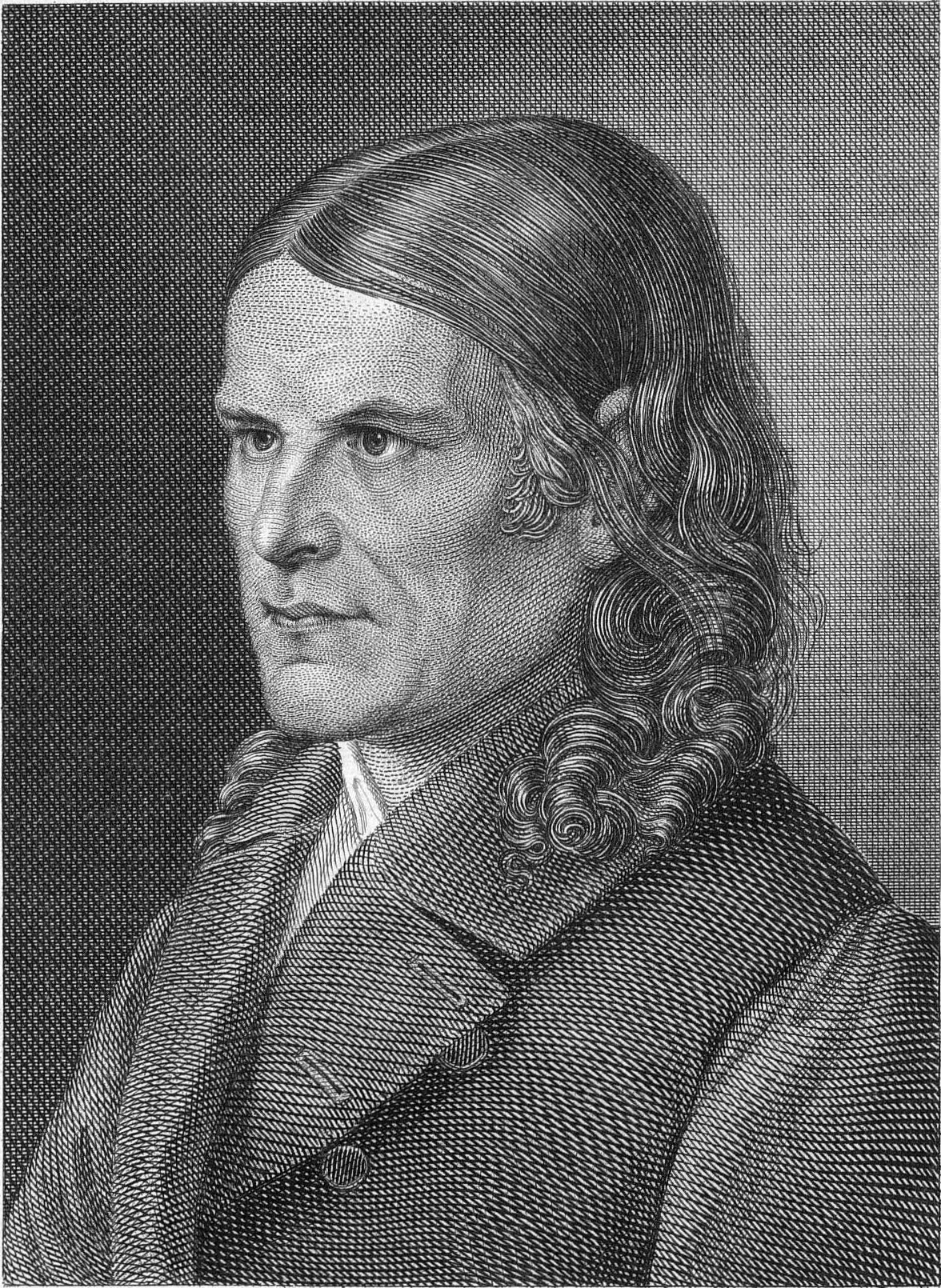
Friedrich Rückert (1788–1866)

- Rückert, Friedrich (1832–1893), deutscher Landschafts- und Tiermaler
- Rückert, Gaby (* 1951), deutsche Balladensängerin
- Rückert, Georg (1878–1932), deutscher Volkssänger, Humorist und Schauspieler
- Rückert, Georg (1901–1990), deutscher Verwaltungsjurist und Kommunalpolitiker (SPD)
- Rückert, Georg (1914–1988), evangelischer Pfarrer und Gründer des Augustinums
- Rückert, Gertrud (1917–2011), deutsche Gründerin des Philadelphischen Jahrs (heute: Freiwilliges Soziales Jahr)
- Rückert, Günter (* 1952), deutscher Maler, Karikaturist, Grafiker, Autor und Regisseur
- Rückert, Hanns (1901–1974), deutscher evangelischer Kirchenhistoriker
- Rückert, Hans (* 1950), deutscher Bassposaunist, Dirigent und Hochschullehrer
- Rückert, Harald (* 1958), deutscher evangelischer Theologe, Bischof der Evangelisch-methodistischen Kirche
- Rückert, Heinrich (1823–1875), deutscher Geschichtsschreiber und Germanist
- Rückert, Heinz (1904–1984), deutscher Opernregisseur
- Rückert, Ingrid (* 1954), deutsche Bibliothekarin
- Rückert, Joachim (* 1945), deutscher Rechtshistoriker und Hochschullehrer
- Rückert, Jochen (* 1975), deutsch-amerikanischer Schlagzeuger und Komponist
- Rückert, Joseph (1771–1813), Erzieher (Hauslehrer)
- Rückert, Klaus, österreichischer Psychologe und Bildungsmanager
- Rückert, Klaus Michael (* 1967), deutscher Politiker (CDU)
- Rückert, Leopold (1881–1942), deutscher Politiker (SPD)
- Rückert, Leopold Immanuel (1797–1871), protestantischer Theologe
- Rückert, Lore (1896–1947), deutsche Opern- und Operettensängerin sowie Theater- und Stummfilmschauspielerin
- Rückert, Ludwig (1894–1971), Richter am Bundessozialgericht
- Rückert, Maria Magdalena (* 1960), deutsche Historikerin
- Rückert, Otto (1927–2002), deutscher Historiker
- Rückert, Peter (* 1963), deutscher Historiker
- Rückert, Rainer (1931–2022), deutscher Kunsthistoriker
- Rückert, Rudolf (1929–2021), deutscher Politiker (CDU), Oberbürgermeister von Salzgitter
- Rückert, Sabine (* 1961), deutsche Journalistin und Gerichtsreporterin
- Rückert, Stefan (* 1952), deutscher Fußballspieler
- Rückert, Thomas (* 1970), deutscher Jazzpianist
- Rückert, Wolfgang (* 1942), deutscher Politiker (CDU), MdL
- Rückes, Anette (* 1951), deutsche Leichtathletin und Olympiateilnehmerin
- Ruckgaber, Katharina, deutsche Opern- und Konzertsängerin
- Rückgauer, Erasmus (1844–1907), deutscher Bauunternehmer, spezialisiert auf Gebäudeversetzungen
- Rückgauer, Eugen (1870–1943), deutscher Architekt
- Ruckhaber, Andreas (* 1981), deutscher Basketballspieler
- Ruckhäberle, Christoph (* 1972), deutscher, zeitgenössischer Maler
- Ruckhaberle, Dieter (1938–2018), deutscher Maler und Museumsleiter
- Ruckhäberle, Hans-Joachim (1947–2017), deutscher Theaterregisseur und Dramaturg
- Ruckhaeberle, Moritz (1881–1959), Schweizer Kaufmann, Schauspieler und Bühnenautor der baseldeutsche Stücke schrieb
- Rückl, Engelbert (1888–1946), österreichischer Politiker (SPÖ), Abgeordneter zum Nationalrat
- Rückle, Dieter (* 1941), österreichischer Wirtschaftswissenschaftler und Hochschullehrer
- Rückle, Eugen (1876–1950), deutscher Architekt und kommunaler Baubeamter
- Rückle, Gottfried (1879–1929), deutscher Mathematiker und Kopfrechner
- Ruckman, Johan Gustaf (1780–1862), schwedischer Kupferstecher
- Ruckmich, Margarete (1894–1985), deutsche Begründerin des Frauenberufes in der Seelsorge
- Rücknagel, Harriet (* 1988), deutsche Mountainbikerin
- Rückoldt, Armin (1862–1929), deutsch-chilenischer Lehrer
- Ruckpaul, Lea (* 1987), deutsche Schauspielerin
- Rückriegel, Helmut (1925–2016), deutscher Diplomat
- Rückriem, Ulrich (* 1938), deutscher BildhauerUlrich Rückriem (* 1938)

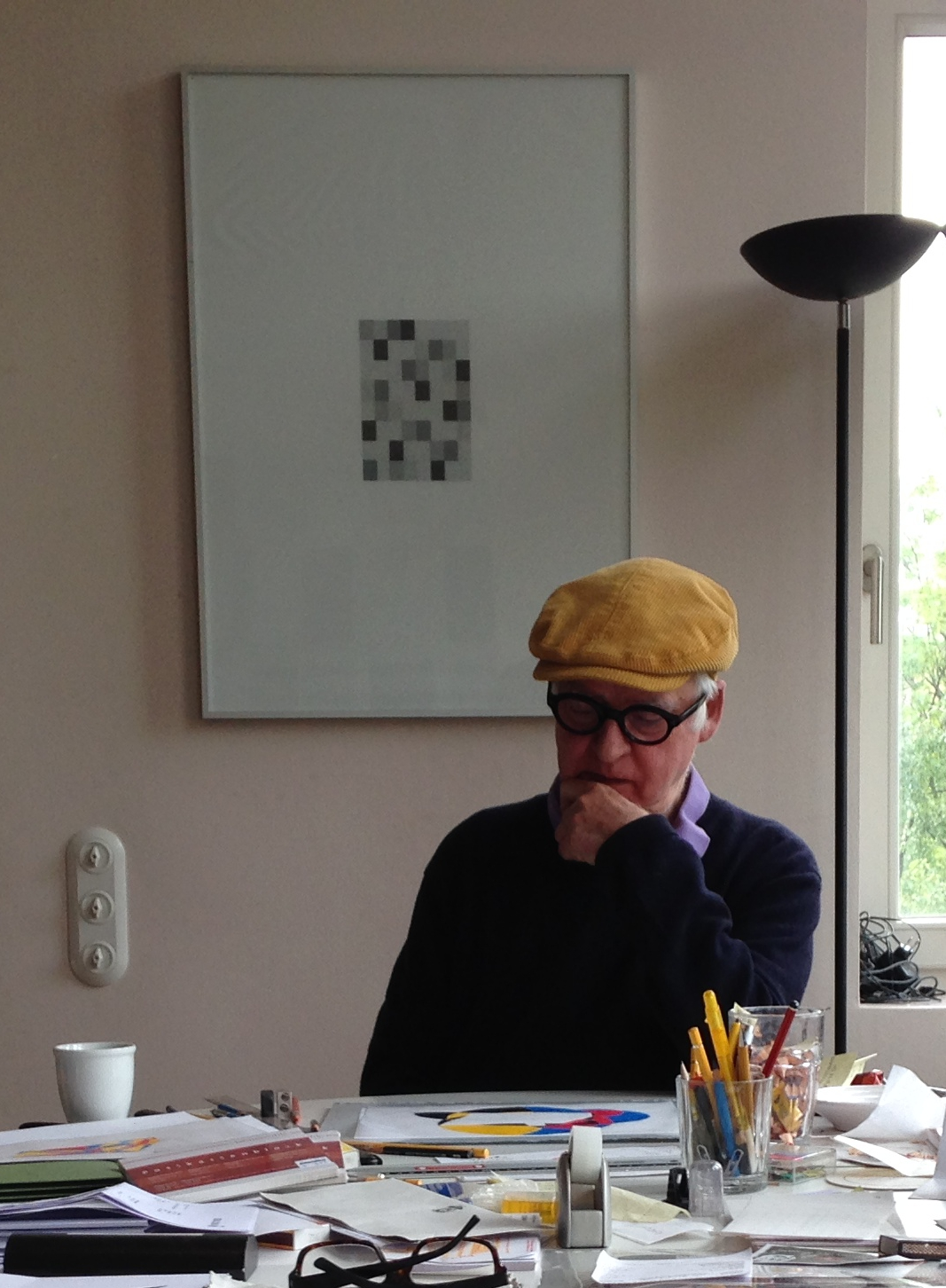
Ulrich Rückriem (* 1938)

- Rucks, Oliver (* 1969), deutscher Squashspieler
- Rückstieß, Kurt (1920–2018), deutscher Rundfunk- und Fernsehtechniker und Politiker (SPD), MdL Baden-Württemberg
- Ruckstuhl, Brigitte (* 1953), Schweizer Gesundheitswissenschaftlerin und Historikerin
- Ruckstuhl, Eugen (1914–1996), Schweizer Exeget des Neuen Testamentes
- Ruckstuhl, Géraldine (* 1998), Schweizer Siebenkämpferin
- Ruckstuhl, Hans (1868–1948), Schweizer Schriftsetzer, Gemeindepräsident, Kantonsrat und Regierungsrat
- Ruckstuhl, Karin (* 1980), niederländische Leichtathletin
- Ruckstuhl, Xaver (1911–1979), Schweizer Bildhauer und Benediktiner im Kloster Engelberg
- Ruckstuhl-Thalmessinger, Lotti (1901–1988), Schweizer Juristin und Frauenrechtlerin
- Ruckstull, Frederick (1853–1942), französisch-US-amerikanischer Bildhauer und Kunstkritiker
- Rucktäschel, Annamaria (* 1945), deutsche Kommunikationswissenschaftlerin
- Ruckteschell, Hellmuth von (1890–1948), deutscher Marineoffizier, U-Boot- und HilfskreuzerkommandeurHellmuth von Ruckteschell (1890–1948)

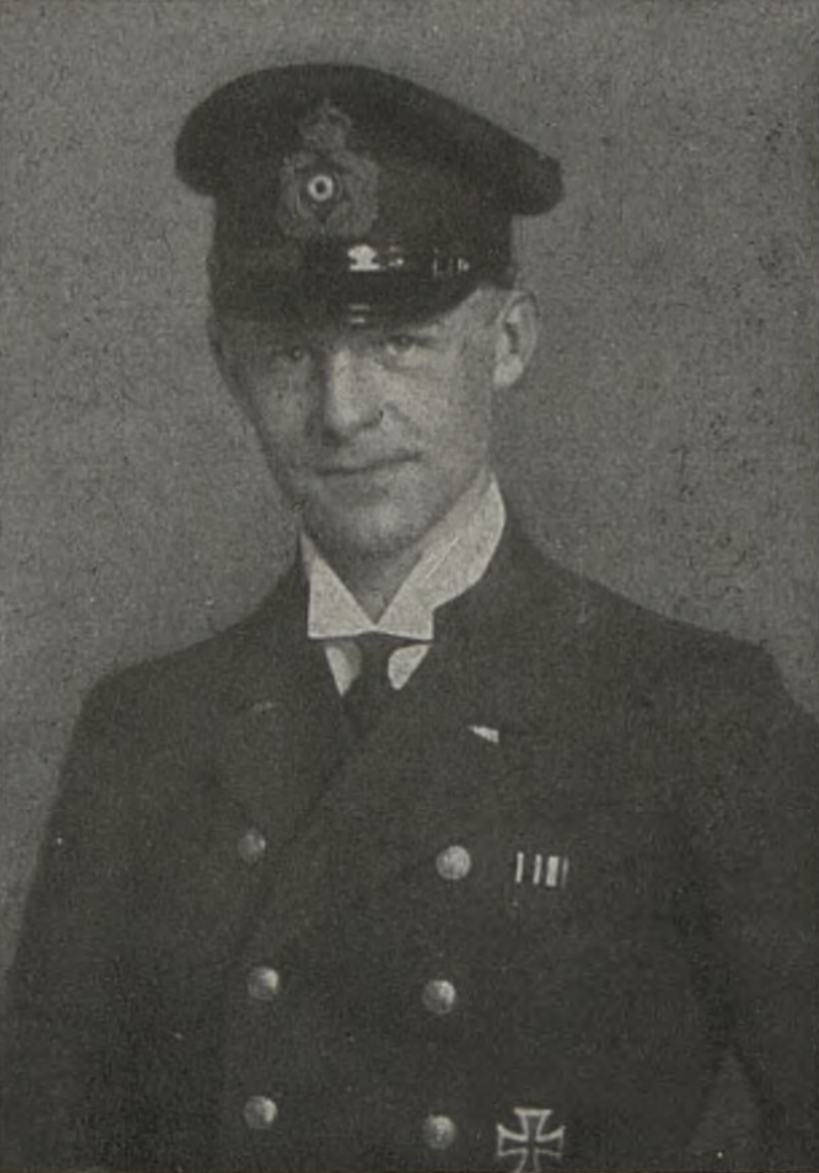
Hellmuth von Ruckteschell (1890–1948)

- Ruckteschell, Nicolai von (1853–1910), deutscher lutherischer Pastor
- Ruckteschell, Walter von (1882–1941), deutscher Illustrator, Bildhauer und Autor
- Ruckteschell-Truëb, Clara von (1882–1969), Schweizer Künstlerin
- Ruckteschl, Leopold (1882–1957), österreichischer Politiker (SDAP), Landtagsabgeordneter
- Ruckus, Ralf, deutscher Autor, Übersetzer und Aktivist
- Rückward, Friedrich (1872–1933), deutscher Chorleiter und Bratschist
- Rückwardt, Catherine (* 1960), deutsche Dirigentin
- Rückwardt, Hermann (1845–1919), deutscher Berufsfotograf mit Schwerpunkt Architekturfotografie

### Rucn
- Rucner, Ana (* 1983), kroatische Cellistin

### Rucy
- Ručys, Rimas Antanas (* 1954), litauischer Politiker
- Ručytė-Landsbergienė, Gražina (1930–2020), litauische Pianistin, Musikpädagogin und Hochschullehrerin

### Rucz
- Ruczka, Ludwik (1814–1896), polnischer Politiker und Priester
- Ruczko, Daniel (* 1981), deutscher Regisseur, Drehbuchautor, Musikproduzent, DJ, Filmproduzent, Filmkomponist und 3D-Künstler